# Homo faber
Homo faber (dosłowne tłumaczenie z łac. „człowiek zręczny, majster”) – pojęcie z antropologii oznaczające człowieka wytwórcę, twórcę, człowieka pracy. Przeciwstawiany jest homo ludens – człowiekowi zabawy i deus faber – Bogu twórcy.